# ستيفن ريتشارد هاكيت
ستيفن ريتشارد هاكيت (بالإنجليزية: Steve Hackett) (و. 1950  م) هو عازف قيثارة، وكاتب أغاني بريطاني، ولد في لندن، يستخدم آلات قيثارة.

## وصلات خارجية
- ستيفن ريتشارد هاكيت على موقع IMDb (الإنجليزية)
- ستيفن ريتشارد هاكيت على موقع الموسوعة البريطانية (الإنجليزية)
- ستيفن ريتشارد هاكيت على موقع ميوزك برينز (الإنجليزية)
- ستيفن ريتشارد هاكيت على موقع إن إن دي بي (الإنجليزية)
- ستيفن ريتشارد هاكيت على موقع أول ميوزيك (الإنجليزية)
- ستيفن ريتشارد هاكيت على موقع ديسكوغز (الإنجليزية)
- ستيفن ريتشارد هاكيت على موقع قاعدة بيانات الفيلم (الإنجليزية)
- ستيفن ريتشارد هاكيت في قاعدة بيانات الأفلام على الإنترنت